# Droga wojewódzka nr 618
Droga wojewódzka nr 618 (DW618) – droga wojewódzka w województwie mazowieckim łącząca Wyszków z miejscowością Gołymin-Ośrodek przez Pułtusk o długości ok. 45 km.